# پیر دو فرما
پیِر دو فرما (به فرانسوی: Pierre de Fermat) (زاده ۱۶۰۷ – درگذشته ۱۶۶۵ میلادی) ریاضی‌دان فرانسوی بود که قضیه آخر فرما، قضیه کوچک فرما ، اعداد فرما و روش تجزیه فرما به نام اوست.

## زندگی
پیر دو فرما به سال ۱۶۰۷ در نزدیکی مُونتوُبان فرانسه متولد شد. او فرزند یک تاجر چرم بود و تحصیلات اولیه خود را در منزل گذراند. سپس برای احراز پست قضاوت به تحصیل حقوق پرداخت. فرما لیسانس حقوق خود را از دانشگاه اورلئان دریافت کرد. او بعدها به‌عنوان مشاور در پارلمان محلی شهر تولوز (Toulouse) انتخاب شد.
او باوجود علاقه بسیاری که به ریاضیات داشت هرگز به‌صورت رسمی و حرفه‌ای به این علم نپرداخت اما با این حال بسیاری او را بزرگ‌ترین ریاضی‌دان قرن هفدهم می‌دانند. او در سن 57 سالگی در شهر کاستر (Caster) در گذشت.
فرما برای تفریح به ریاضیات می‌پرداخت و امروزه بسیاری از اکتشافات او مهم‌ترین قضایا در ریاضیات‌اند. زمینه‌های مورد علاقه او در ریاضیات بیشتر شامل تئوری اعداد، استفاده از هندسه تحلیلی در مقادیر بینهایت کوچک یا بزرگ و فعالیت در زمینه احتمالات بود. با ریاضی‌دان‌های برجسته زمان خودش ارتباط داشت و بر نحوه تفکر دانشمندان هم دوره‌اش تأثیرگذار بود. با مکاتباتی که با پاسکال داشت، اساس علم احتمالات را پی ریزی کرد. سهم او در پیشرفت شاخه‌های مختلف ریاضی، آن قدر زیاد است که او را بزرگ‌ترین ریاضی‌دان قرن ۱۷ می‌دانند.
به نام فرما در نظریه اعداد دو قضیه زیبای مشهور وجود دارد؛ قضیه کوچک و قضیه بزرگ. این دومی، جنجالی‌ترین قضیه تاریخ ریاضیات است که بدون اثبات، در حاشیه یکی از دست نوشته‌هایش پیدا شد. فرما نوشته‌است: راه اثبات حیرت‌انگیزی برای این قضیه دارم، حیف که جا نیست! اما متأسفانه هرگز در میان نوشته‌هایش به اثبات قضیه اشاره نکرد. تاریخ همواره در شک ماند که آیا او واقعاً اثبات قضیه را می‌دانست؟ این اثبات، ۳۰۰ سال ریاضی‌دان‌های بزرگ جهان را به خود مشغول کرد. در سال ۱۹۰۸ جایزه ۱۰ هزار مارکی برای حل آن تعیین شد. فقط در یک شهر آلمانی، طی ۳ سال، هزاران راه‌حل طرح شد که بعد از بررسی رد می‌شدند. بعد از جنگ جهانی اول، مبلغ جایزه که به علت تورم، جذابیت خود را از دست داده بود، توسط جامعه ریاضی‌دانان بیشتر شد. سعی در اثبات قضیه باعث حل مسایل دیگری می‌شد و شاخه‌های جدیدی در ریاضیات به‌وجود می‌آمد. اما همچنان راه اثبات قضیه به‌دست نمی‌آمد. تا آن که در سال ۱۹۹۴، قضیه در دانشگاه پرینستون توسط گروهی از ریاضی‌دانان و با استفاده از ریاضیات پیچیده و مدرن اثبات شد و در ۱۹۹۹ راه حل کامل‌تر شد.